# Leucostegane
Leucostegane là một chi thực vật có hoa trong họ Đậu.